# José de Gálvez y Gallardo

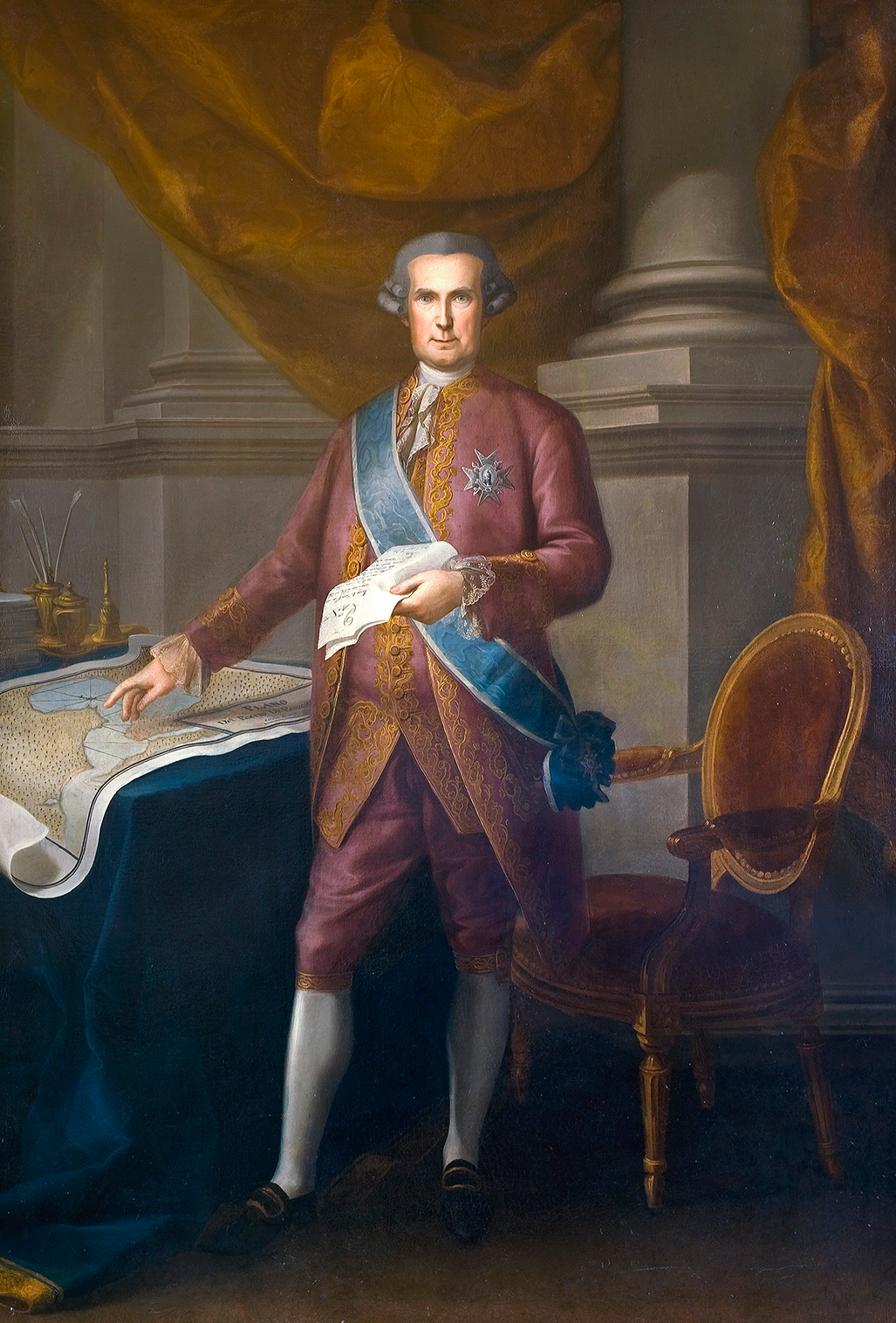
José de Gálvez

José Bernardo de Gálvez y Gallardo, Marqués de Sonora (* 2. Januar 1720 in Macharaviaya, heute Provinz Málaga; † 17. Juni 1787 in Aranjuez), war ein spanischer Adeliger, Beamter und Minister.

## Leben

### Herkunft und Familie
Er war der zweite Sohn von Antonio Gálvez y Carbajal und Antonia Gallardo Jurado. Die Familie zählte zum Landadel, war aber verarmt. Mit dem Tode des Vaters verschlechterte sich die wirtschaftliche Lage der Familie, und die Kinder mussten Ziegen und Schafe hüten, um Geld zu verdienen. Trotz der schwierigen Bedingungen machten mehrere Mitglieder der Familie große Karrieren. Neben José ist sein Bruder Matías zu nennen, der Gouverneur der Kanarischen Inseln und Vizekönig von Neuspanien wurde. Miguel de Gálvez y Gallardo amtierte als Botschafter Spaniens in Russland und Preußen. Ein weiterer Bruder, Antonio, schlug eine Militärkarriere ein und brachte es zum Kommandanten der Bucht von Cádiz.

### Ausbildung
Mit Hilfe des Bischofs von Málaga, Diego González Toro y Villalobos, erhielt José ein Stipendium und begann 1733 eine Ausbildung im Priesterseminar von Málaga. Auch der nachfolgende Bischof, Gaspar de Molina y Oviedo protegierte Gálvez. Bald wechselte er jedoch zu einem Studium der Rechtswissenschaften an der Universität Alcalá über.
Er ließ sich dann als Anwalt in Madrid nieder, in welchem Amt er sehr erfolgreich war. Er heiratete zunächst María Magdalena Grimaldo, die aber bald starb, und 1750 in zweiter Ehe Luisa Lucía Romet y Richelin, die französischer Herkunft war und ihm Zugang zu Hofkreisen verschaffte. Dabei kam ihm zugute, dass Bischof Molina inzwischen den Vorsitz des Staatsrates übernommen hatte. 1753 starb auch seine zweite Frau.

### Karriere in Spanien
1751 wurde Gálvez zum Gouverneur von Zamboanga auf den Philippinen ernannt, übte dieses Amt aber nie aus, obwohl es ihm eine stattliche Vergütung einbrachte. 1762 ernannte man ihn zum Hofanwalt des Fürsten von Asturien. Schließlich wurde José de Gálvez Sekretär des spanischen Botschafters am Hofe Ludwigs XIV., Jerónimo Grimaldi. Dieser war eine Schlüsselfigur der spanischen Außenpolitik, da er sowohl den Eintritt Spaniens in den Siebenjährigen Krieg an Frankreichs Seite (1761) als auch dessen Abschluss mit dem Pariser Frieden 1763 für Spanien verhandelte und vertrat. In seiner Funktion an der Botschaft in Paris hatte Gálvez auch engen Kontakt zu den Spitzenbeamten der Kolonien, darunter dem Vizekönig von Neuspanien, Agustín Ahumada y Villalón.
1764 wurde er zum Richter (Alcalde de Casa y Corte) und 1765 nach dem überraschenden Ableben des designierten General-Visitors für das Vizekönigreich Neuspanien, den spanischen Besitzungen in Nord- und Mittelamerika, kurzfristig zu dessen Nachfolger bestimmt. Gálvez hatte sich intensiv mit den Verhältnissen in den spanischen Kolonien befasst und 1760 eine Denkschrift mit dem Titel Discurso y reflexiones de un vasallo sobre la decadencia de nuestras Indias Españolas verfasst und an König Karl III. übergeben.

### General-Visitor für Neuspanien
Die Situation in Neuspanien war wirtschaftlich unbefriedigend; die Verwaltung galt als ineffizient und korrupt. Zugleich waren die Spanier vom leichten militärischen Erfolg der Briten geschockt, denen es 1762 ohne größere Probleme gelungen war, den strategisch wichtigen Hafen Havanna einzunehmen.
Gálvez reiste im Frühjahr 1765 nach Mexiko, ausgestattet mit zahlreichen Instruktionen und umfassenden Vollmachten. Schnell geriet er in Konflikt mit dem Vizekönig Joaquín de Montserrat. Gálvez initiierte ein großangelegtes Reformprogramm und ordnete das Steuern- und Abgabenwesen neu und führte staatliche Monopole auf Tabak und Bergbauprodukte ein, stets mit dem Ziel, die Einkünfte der Krone zu erhöhen.
Mit Montserrats Nachfolger Carlos Francisco de Croix lief die Zusammenarbeit glatter. In dessen Amtszeit fällt die Entscheidung der spanischen Krone, den Jesuitenorden aus den spanischen Kolonien zu vertreiben und seine Gebäude und Besitztümer zu beschlagnahmen. Gálvez und Croix führten die Vertreibung konsequent und mit militärischer Härte durch; Gálvez führte eine Strafexpedition ins Landesinnere, wo die Bevölkerung die Jesuiten unterstützte; da der Jesuitenorden für die Kolonie bis dahin praktisch einziger Träger für Bildungseinrichtungen war und auch erhebliche Wirtschaftskraft bündelte, war die Vertreibung ökonomisch und infrastrukturell ein herber Rückschlag für Mexiko. Die Expedition führte zu 85 Todesurteilen und über achthundert anderen Bestrafungen wie Verbannung und Zwangsarbeit.
Auf einer zweiten Expedition in den Nordwesten gelang es Gálvez auf dem Weg über Guadalajara und Nayarit bis Sonora und Kalifornien aufständische Indianer zum Frieden zu bewegen. Bei seiner Rückkehr 1768 legte er einen Vorschlag vor, aus den Gebieten im Norden eine eigenständige Verwaltungseinheit zu formen, Plan para la erección del gobierno y Comandancia General que comprende la península de California y provincias de Sinaloa, Sonora y Nueva Vizcaya. Die Umsetzung dieses Plans sollte erst erfolgen, als Gálvez wieder in Europa war.
Zunächst aber wurde eine zweite Expedition entsandt, die unter Leitung der Kapitäne Juan Pérez und Miguel del Pino auf Seeseite und Gaspar de Portolà und Junípero Serra landseitig der russischen Expansion in Kalifornien entgegentreten sollte. Bei seiner Rückkehr erkrankte Gálvez schwer und litt zeitweise unter Wahnvorstellungen. Als er genesen war, übertrug ihm der Vizekönig Croix weitestgehende Vollmachten in allen administrativen, religiösen und militärischen Belangen.
In Spanien stieß der energische Reformeifer Gálvez’ auf Zustimmung. Per Befehl vom Januar 1768 ernannte ihn der Hof zum Minister des Indienrates. Nach seiner Rückkehr in die Hauptstadt und seiner Genesung erhielt er 1771 die Erlaubnis, nach Europa zurückzukehren und schiffte sich Ende November 1771 in Veracruz Richtung Spanien ein.

### Amtszeit als Kolonialminister
In Madrid nahm er die Arbeit im Indienrat auf. 1774 ernannte man ihn vom Mitglied der Junta General de Comercio, Moneda y Minas (des Gremiums für Handel, Geld und Bergbau) und etwas später zum Vorsitzenden der königlichen Monopolverwaltung.
Im Februar 1775 heiratete José de Gálvez ein drittes Mal. Seine dritte Ehefrau hieß María de la Concepción Valenzuela, war 25 Jahre alt und Waisenkind des Grafen von Puebla de los Valles (und somit eine Nachfahrin von Melchor Liñán y Cisneros). Die beiden hatten eine Tochter, María Josefa de Gálvez y Valenzuela, die kinderlos starb. Mit dieser Eheschließung erreichte er den Rang eines echten Adeligen und Wohlstand.
Nach dem Tode des Indienministers Julián de Arriaga wurde das Ministerium für Indien und Seefahrt zweigeteilt. Während die Belange der spanischen Seefahrt von Pedro González de Castejón verantwortet wurden, erhielt Gálvez das Portfolio für die Kolonialgebiete in Hispanoamerika und den Philippinen.
Als Kolonialminister ordnete er umgehend die weitreichenden Reformen der Verwaltung in Amerika an. Er gründete die Comandancia de las Provincias Internas de la Nueva España, die 1776 weitgehend unabhängig vom Vizekönigreich Neuspanien eingerichtet wurde.
In Südamerika ließ er das Vizekönigreich des Río de la Plata errichten. Mit überschaubareren Verwaltungsgrößen versuchte er das Problem der Zentralität von Entscheidungen bei langen und mühsamen Wegstrecken in den Griff zu bekommen und so die Verwaltungseffizienz zu verbessern. So unterteilte er die Vizekönigreich in Intendencias, und dezentralisierte so viele Entscheidungen. Er ließ José Antonio de Areche, der ihm an der Real Audiencia von Mexico als engagierter und fähiger Reformer aufgefallen war, zum General-Visitor für das Vizekönigreich Peru ernennen. Als dieser 1781 den Aufstand von Tupac Amaru II. mit übergroßer Brutalität niederschlagen ließ, ersetzte er ihn durch Jorge Escobedo.
1778 verabschiedete er das Reglamento y Aranceles para el Comercio Libre de España a Indias, indem er die Handelsbeziehungen zwischen dem Mutterland und den Kolonien liberalisierte. Weitere Häfen in Spanien und Übersee wurden für den transatlantischen Handel geöffnet und erstmals wurde auch der Handel von Kolonien untereinander gestattet.
Zahlreiche wissenschaftliche Forschungsexpeditionen fuhren nach Amerika und in die Südsee, darunter die botanische Reise von Hipólito Ruiz López und José Antonio Pavón y Jiménez nach Südamerika und die Erforschung Neuspaniens durch die Botaniker Martín Sessé y Lacasta und José Mariano Mociño.
1785 gründete er das Archivo General de Indias, ein Zentralarchiv für Dokumente über die spanischen Besitzungen in Amerika. Seinem König, Karl III., galt er als außerordentlich befähigt. Zum Dank dafür erhielt er den Titel eines Marqués de Sonora, einer von ihm gegründeten und prosperierenden Kolonie im damaligen Norden von Mexiko, heute im US-Bundesstaat Texas. José de Gálvez starb in Amt und Würden im Juni 1787.